# San Vittore (Cesena)
San Vittore è una frazione del comune di Cesena.

## Geografia fisica
Confina a Sud alla frazione di San Carlo, a Est con Roversano, a Ovest con Tipano ed a Nord con Borgo Paglia. Conta 2 714 abitanti.

## Monumenti e luoghi d'interesse
Nel centro del paese è presente una chiesa storica, documentata già nel secolo X. Vi sono conservati un crocifisso dipinto del secolo XIII e un fonte battesimale in marmo, collocato su un capitello romano riutilizzato.

## Cultura

### Eventi
Ogni anno, in agosto si celebra la Festa dello Sport, con torneo di calcio, spettacoli musicali, lotteria e stand gastronomici.

## Economia
La frazione presenta al suo interno numerose sedi della locale azienda avicola Amadori.

## Sport

### Calcio
La squadra di calcio locale è chiamata Polisportiva Dilettantistica San Vittore TSC e milita in Prima Categoria.